# Vlkanov (Tetín)
Vlkanov je malá osada, část obce Tetín v okrese Jičín. Nachází se asi 1 km na jihovýchodně od Tetína. V roce 2014 zde bylo evidováno 15 adres. Trvale zde žije 54 obyvatel.
Vlkanov leží v katastrálním území Tetín o výměře 2,81 km².